# Сатурн (премия, 2022)
В честь своего 50-летия (1972—2022) 47-я церемония вручения наград премии «Сатурн», переименованная как 50-я годовщина церемонии премии «Сатурн», присуждаемая Академией научной фантастики, фэнтези и фильмов ужасов и присуждающая лучшие работы в жанрах научной фантастики, фэнтези, ужасов и других жанрах, относящихся к жанрам фантастики в кино, телевидении и изданиях домашних медиа, прошла 25 октября 2022 и транслировалась в прямом эфире на ElectricNOW. На этот раз период отбора длился почти два года. Номинации были объявлены 12 августа 2022 года.
Впервые после 45-й церемонии премии «Сатурн» в 2019 году эта церемония ознаменовала возрождение (и расширение) телевизионных категорий (программы и актёрство), разделённых на два разных набора категорий: «Сеть / кабельное телевидение» и «Стриминговое телевидение». Что касается стриминговых сервисов, Disney+ получил наибольшее количество номинаций, число которых составляет 26 (10 за вселенную «Звёздные войны» и 16 за Кинематографическую вселенную Marvel), за которым следует Netflix с 17 номинациями, в то время как AMC доминировала на сетевом / кабельном телевидении тоже с 17 номинациями.
«Бэтмен» набрал наибольшее количество кинономинаций с двенадцатью, включая «Лучший супергеройский фильм» и четыре номинации за актёрскую игру; за ним следуют «Аллея кошмаров» с десятью номинациями и «Человек-паук: Нет пути домой» с девятью. Для сетевого / кабельного телевидения «Лучше звоните Солу» (AMC) набрал наибольшее количество номинаций с семью; за ним следуют «Супермен и Лоис» (The CW) и «Ходячие мертвецы» (AMC) с шестью номинациями каждый. «Разделение» (Apple TV+) и «Очень странные дела» (Netflix) возглавили стриминговое телевидение с шестью номинациями каждый, за ними следует «Оби-Ван Кеноби» (Disney+) с пятью номинациями.

## Изменения в категориях
| Впервые представлены - Лучшая гостевая роль в стриминговом телесериале - Лучшая роль молодого актёра или актрисы в стриминговом телесериале - Лучшая гостевая роль в сетевом или кабельном телесериале - Лучшая роль молодого актёра или актрисы в сетевом или кабельном телесериале | Возобновлены - Лучший актёр в стриминговом телесериале - Лучшая актриса в стриминговом телесериале - Лучший стриминговый сериал в жанрах: хоррор / триллер - Лучший актёр второго плана в стриминговом телесериале - Лучшая актриса второго плана в стриминговом телесериале | Отменены - Лучший супергеройский телесериал - Лучшая гостевая роль в телесериале - Лучшая роль молодого актёра или актрисы в телесериале |

## Победители и номинанты

### Кино
| Лучший фильм — экранизация комикса | Лучший научно-фантастический фильм |
| --- | --- |
| - Человек-паук: Нет пути домой - Бэтмен - Доктор Стрэндж: В мультивселенной безумия - Шан-Чи и легенда десяти колец - Отряд самоубийц: Миссия навылет - Тор: Любовь и гром | - Нет - Преступления будущего - Дюна - Главный герой - Годзилла против Конга - Мир юрского периода: Господство |
| Лучший фэнтези-фильм | Лучший фильм ужасов |
| - Всё везде и сразу - Круэлла - Фантастические твари: Тайны Дамблдора - Охотники за привидениями: Наследники - Легенда о Зелёном рыцаре - Невыносимая тяжесть огромного таланта | - Чёрный телефон - Прошлой ночью в Сохо - Дом на другой стороне - Тихое место 2 - Крик - X |
| Лучший приключенческий фильм или боевик | Лучший фильм в жанре триллер |
| - Топ Ган: Мэверик - Смерть на Ниле - Форсаж 9 - Не время умирать - RRR: Рядом ревёт революция - Вестсайдская история | - Аллея кошмаров - Скорая - Варяг - Время - Костюм - Свинья |
| Лучший анимационный фильм | Лучший фильм на иностранном языке |
| - Марсель, ракушка в ботинках - Семейка Аддамс: Горящий тур - Энканто - Базз Лайтер - Лука - Миньоны: Грювитация | - RRR: Рядом ревёт революция - Аббатство Даунтон: Новая эра - Эйфель - Я создан для тебя - Рыцари справедливости - Тихая ночь |
| Лучшая режиссура | Лучший сценарий |
| - Мэтт Ривз — «Бэтмен» - Гильермо дель Торо — «Аллея кошмаров» - Джозеф Косински — «Топ Ган: Мэверик» - Джордан Пил — «Нет» - С. С. Раджамули — «RRR: Рядом ревёт революция» - Стивен Спилберг — «Вестсайдская история» - Джон Уоттс — «Человек-паук: Нет пути домой» | - Гильермо дель Торо и Ким Морган — «Аллея кошмаров» - Скотт Дерриксон и С. Роберт Каргилл — «Чёрный телефон» - Дэниел Кван и Дэниел Шайнерт — «Всё везде и сразу» - Крис Маккенна и Эрик Соммерс — «Человек-паук: Нет пути домой» - Джордан Пил — «Нет» - Мэтт Ривз и Питер Крэйг — «Бэтмен» - Джеймс Вандербилт и Гай Бьюсик — «Крик» |
| Лучший киноактёр | Лучшая киноактриса |
| - Том Круз — «Топ Ган: Мэверик» за роль капитана Пита «Мэверика» Митчелла - Тимоти Шаламе — «Дюна» за роль Пола Атрейдеса - Идрис Эльба — «Отряд самоубийц: Миссия навылет» за роль Роберта Дюбуа / Бладспорта - Том Холланд — «Человек-паук: Нет пути домой» за роль Питера Паркера / Человека-паука - Дэниел Калуя — «Нет» за роль Отиса «О-Джея» Хейвуда-мл. - Симу Лю — «Шан-Чи и легенда десяти колец» за роль Сюй Шан-Чи - Роберт Паттинсон — «Бэтмен» за роль Брюса Уэйна / Бэтмена                                                                                              | - Мишель Йео — «Всё везде и сразу» за роль Эвелин Ванг - Кейт Бланшетт — «Аллея кошмаров» за роль доктора Лилит Риттер - Эмили Блант — «Тихое место 2» за роль Эвелин Эбботт - Зои Кравиц — «Бэтмен» за роль Селины Кайл / Женщины-кошки - Кеке Палмер — «Нет» за роль Эмеральд «Эм» Хейвуд - Эмма Стоун — «Круэлла» за роль Эстеллы / Круэллы - Зендая — «Человек-паук: Нет пути домой» за роль Эм-Джей                                                                                          |
| Лучший киноактёр второго плана | Лучшая киноактриса второго плана |
| - Куан Ке Хюи — «Всё везде и сразу» за роль Веймонда Вонга - Итан Хоук — «Чёрный телефон» за роль Похитителя - Пол Дано — «Бэтмен» за роль Эдварда Нэштона / Загадочника - Колин Фаррелл — «Бэтмен» за роль Освальда Кобблпота / Пингвина - Ричард Дженкинс — «Аллея кошмаров» за роль Эзры Гриндла - Альфред Молина — «Человек-паук: Нет пути домой» за роль доктора Отто Октавиуса / Доктора Осьминога - Бенедикт Вонг — «Доктор Стрэндж: В мультивселенной безумия» за роль Вонга | - Аквафина — «Шан-Чи и легенда десяти колец» за роль Кэти Чен (Чен Руйвен) - Кэрри Кун — «Охотники за привидениями: Наследники» за роль Кэлли Спенглер - Джоди Комер — «Главный герой» за роль Милли Раск - Виола Дэвис — «Отряд самоубийц: Миссия навылет» за роль Аманды Уоллер - Стефани Сюй — «Всё везде и сразу» за роль Джой Ванг / Джобу Тупаки - Дайана Ригг — «Прошлой ночью в Сохо» за роль мисс Коллинз (посмертно) - Мариса Томей — «Человек-паук: Нет пути домой» за роль Мэй Паркер |
| Лучший молодой актёр или актриса | Лучший монтаж |
| - Финн Вулфхард — «Охотники за привидениями: Наследники» за роль Тревора Спенглера - Ноа Джуп — «Тихое место 2» за роль Маркуса Эбботта - Мэделин Макгроу — «Чёрный телефон» за роль Гвендолин «Гвен» Блейк - Миллисент Симмондс — «Тихое место 2» за роль Риган Эбботт - Мейсон Темз — «Чёрный телефон» за роль Финни Блейка - Джейкоб Трамбле — «Лука» за роль Луки Пагуро | - Эдди Хэмилтон — «Топ Ган: Мэверик» - Джеффри Форд и Ли Фольсом Бойд — «Человек-паук: Нет пути домой» - Уильям Хой и Тайлер Нельсон — «Бэтмен» - Кэм Маклоклин — «Аллея кошмаров» - Николас Монсур — «Нет» - Пол Роджерс — «Всё везде и сразу» - Пьетро Скалия, Даг Брандт и Кэлвин Уиммер — «Скорая» |
| Лучшая музыка | Лучшая работа художника-постановщика |
| - Дэнни Эльфман — «Доктор Стрэндж: В мультивселенной безумия» - Майкл Эйбелс — «Нет» - Николас Брителл — «Круэлла» - Майкл Джаккино — «Бэтмен» - Натан Джонсон — «Аллея кошмаров» - Говард Шор — «Преступления будущего» - Джоэл П. Уэст — «Шан-Чи и легенда десяти колец» | - Тамара Деверелл — «Аллея кошмаров» - Сью Чан — «Шан-Чи и легенда десяти колец» - Джеймс Чинланд — «Бэтмен» - Фиона Кромби — «Круэлла» - Джейсон Кисвардей — «Всё везде и сразу» - Маркус Роуленд — «Прошлой ночью в Сохо» - Патрис Верметт — «Дюна» |
| Лучший дизайн костюмов | Лучший грим |
| - Жаклин Дюрран, Дэвид Кроссман и Глин Диллон — «Бэтмен» - Ким Барретт — «Шан-Чи и легенда десяти колец» - Дженни Беван — «Круэлла» - Боб Морган и Жаклин Уэст — «Дюна» - Майес С. Рубео — «Тор: Любовь и гром» - Луис Секейра — «Аллея кошмаров» - Сэмми Шелдон — «Вечные» | - Луве Ларсон, Дональд Моват и Ева фон Бар — «Дюна» - Оззи Альварес, Виктория Даун, Кевин Киркпатрик и Джастин Роли — «Армия мертвецов» - Александр Ангер, Моника Павес и Еви Зафиропуло — «Преступления будущего» - Наоми Донн и Майк Марино — «Бэтмен» - Грег Фанк, Брайан Сайп и Хеба Торисдоуттир — «Отряд самоубийц: Миссия навылет» - Майк Хилл, Джо-Энн Макнил и Меган Мэни — «Аллея кошмаров» - Адам Йохансен и Маттео Сильви — «Тор: Любовь и гром»                                      |
| Лучшие спецэффекты | Лучший независимый фильм |
| - Джон «Ди-Джей» Де Жардин, Брайан Хирота, Кевин Эндрю Смит и Майк Майнардус — «Годзилла против Конга» - Ёрундур Равн Арнарсон, Джо Леттери и Эрик Винквист — «Доктор Стрэндж: В мультивселенной безумия» - Шина Дуггал и Алессандро Онгаро — «Охотники за привидениями: Наследники» - Скотт Эдельстин, Келли Порт, Дэн Судик и Крис Вегнер — «Человек-паук: Нет пути домой» - Джо Фаррелл, Дэн Оливер, Кристофер Таунсенд и Шон Ноэль Уокер — «Шан-Чи и легенда десяти колец» - Скотт Р. Фишер и Райан Тадхоуп — «Топ Ган: Мэверик» - Дэвид Викери — «Мир юрского периода: Господство» | - «Клон» - «Элис» - «Лошадь мечты» - «Жажда золота» - «Исповедь» - «Наблюдающий» |

### Телевидение

#### Программы
| Сетевое / кабельное | Сетевое / кабельное |
| Лучший научно-фантастический телесериал | Лучший телесериал в жанре фэнтези |
| --- | --- |
| - Супермен и Лоис (The CW) - Флэш (The CW) - Человек, который упал на Землю (Showtime) - Засланец из космоса (Syfy) - Супергёрл (The CW) - Мир Дикого Запада (HBO)                                                                                               | - Сияющая долина (Starz) - Доктор Кто (BBC America) - Призраки (CBS) - Ла-Брея (NBC) - Ривердейл (The CW) - Старгёрл (The CW)                                                                  |
| Лучший телесериал в жанре хоррор | Лучший телесериал в жанрах: экшн / триллер |
| - Ходячие мертвецы (AMC) - Американская история ужасов: Двойной сеанс (FX) - Чаки (Syfy) - Бойтесь ходячих мертвецов (AMC) - Извне (Epix) - Чем мы заняты в тени (FX)                                                                                            | - Лучше звоните Солу (AMC) - Бескрайнее небо (ABC) - Чёрный список (NBC) - Тёмные ветра (AMC) - Декстер: Новая кровь (Showtime) - Чужестранка (Starz) - Шершни (Showtime)                      |
| Лучший анимационный сериал на телевидении | |
| - Звёздные войны: Бракованная партия (Disney+) - Аркейн (Netflix) - Бегущий по лезвию: Чёрный лотос (Crunchyroll / Adult Swim) - Пацаны: Осатанелые (Prime Video) - Неуязвимый (Prime Video) - Звёздный путь: Нижние палубы (Paramount+) - Что, если…? (Disney+) | |
| Стриминг | |
| Лучший научно-фантастический телесериал | Лучший телесериал в жанре фэнтези |
| - Звёздный путь: Странные новые миры (Paramount+) - Пространство (Prime Video) - Ради всего человечества (Apple TV+) - Затерянные в космосе (Netflix) - Мандалорец (Disney+) - Орвилл (Hulu) - Звёздный путь: Дискавери (Paramount+)                             | - Локи (Disney+) - Жизни матрёшки (Netflix) - Шмигадун! (Apple TV+) - Ванда/Вижен (Disney+) - Колесо времени (Prime Video) - Ведьмак (Netflix)                                                 |
| Лучший телесериал в жанрах: хоррор / триллер | Лучший телесериал в жанрах: экшн / приключения |
| - Очень странные дела (Netflix) - Калейдоскоп ужасов (Shudder) - Зло (Paramount+) - Дом с прислугой (Apple TV+) - Разделение (Apple TV+) - Игра в кальмара (Netflix)                                                                                             | - Пацаны (Prime Video) - Босх: Наследие (Freevee) - Кобра Кай (Netflix) - Грабь награбленное: Возвращение (Freevee) - Миротворец (HBO Max) - Ричер (Prime Video) - Академия Амбрелла (Netflix) |
| Лучший мини-сериал | |
| - Оби-Ван Кеноби (Disney+) - Книга Бобы Фетта (Disney+) - Соколиный глаз (Disney+) - Полуночная месса (Netflix) - Лунный рыцарь (Disney+) - Мисс Марвел (Disney+)                                                                                                | |

#### Актёрские категории
| Сетевое / кабельное | Сетевое / кабельное |
| Лучший телеактёр | Лучшая телеактриса |
| --- | --- |
| - Боб Оденкёрк — «Лучше звоните Солу» за роль Джимми МакГилла / Сола Гудмана / Джина Такавича (AMC) - Колман Доминго — «Бойтесь ходячих мертвецов» за роль Виктора Стрэнда (AMC) - Чиветел Эджиофор — «Человек, который упал на Землю» за роль Фарадея (Showtime) - Майкл С. Холл — «Декстер: Новая кровь» за роль Декстера Моргана / Джим Линдси (Showtime) - Сэм Хьюэн — «Чужестранка» за роль Джейми Фрейзера (Starz) - Тайлер Хеклин — «Супермен и Лоис» за роль Кларка Кента / Супермена (The CW) - Гарольд Перрино — «Извне» за роль Бойда Стивенса (Epix) | - Рэй Сихорн — «Лучше звоните Солу» за роль Ким Уэкслер (AMC) - Катрина Балф — «Чужестранка» за роль Клэр Фрейзер (Starz) - Кайли Банбери — «Бескрайнее небо» за роль Кэсси Дьюэлл (ABC) - Кортни Кокс — «Сияющая долина» за роль Патриции «Пэт» Фелпс (Starz) - Мелани Лински — «Шершни» за роль Шоны Садеки (Showtime) - Роуз Макайвер — «Призраки» за роль Саманты Арондекар (CBS) - Элизабет Таллок — «Супермен и Лоис» за роль Лоис Лейн (The CW)                                                                             |
| Лучший телеактёр второго плана | Лучшая телеактриса второго плана |
| - Джонатан Бэнкс — «Лучше звоните Солу» за роль Майка Эрмантраута (AMC) - Тони Далтон — «Лучше звоните Солу» за роль Лало Саламанки (AMC) - Патрик Фабиан — «Лучше звоните Солу» за роль Говарда Хэмлина (AMC) - Харви Гильен — «Чем мы заняты в тени» за роль Гильермо де ля Круса (FX) - Брэндон Скотт Джон — «Призраки» за роль капитана Айзека Хиггинтута (CBS) - Майкл Мэндо — «Лучше звоните Солу» за роль Начо Варги (AMC) - Майкл Джеймс Шоу — «Ходячие мертвецы» за роль Майкла Мёрсера (AMC)                                                           | - Лорен Коэн — «Ходячие мертвецы» за роль Мэгги Ри (AMC) - Эммануэль Шрики — «Супермен и Лоис» за роль Ланы Лэнг Кушинг (The CW) - Джанина Гаванкар — «Бескрайнее небо» за роль Рен Буллар (ABC) - Джулия Джонс — «Декстер: Новая кровь» за роль Анджелы Бишоп (Showtime) - Мелисса Макбрайд — «Ходячие мертвецы» за роль Кэрол Пелетье (AMC) - Даниэль Панабэйкер — «Флэш» за роль Кейтлин Сноу / Убийцы Фрост (The CW) - Софи Скелтон — «Чужестранка» за роль Брианны «Бри» Рэндалл (Starz)                                      |
| Лучшая роль молодого актёра или актрисы в телесериале | Лучшая гостевая роль в телесериале |
| - Брэк Бэссинджер — «Старгёрл» за роль Кортни Уитмор / Старгёрл (The CW) - Джек Олкотт — «Декстер: Новая кровь» за роль Харрисона Моргана (Showtime) - Закари Артур — «Чаки» за роль Джейка Уилера (Syfy) - Гас Бирни — «Сияющая долина» за роль Гейнора Фелпса (Starz) - Джордан Элсасс — «Супермен и Лоис» за роль Джонатана Кента (The CW) - Алекс Гарфин — «Супермен и Лоис» за роль Джордана Кента (The CW) | - Дженнифер Тилли — «Чаки» за роль Тиффани Валентайн (Syfy) - Майкл Бин — «Ходячие мертвецы» за роль Иэна (AMC) - Рэйчел Харрис — «Призраки» за роль Шерил (CBS) - Джесси Джеймс Кейтель — «Бескрайнее небо» за роль Джерри Кеннеди (ABC) - Джеффри Дин Морган — «Ходячие мертвецы» за роль Нигана (AMC) - Фишер Стивенс — «Чёрный список» за роль Марвина Джерарда (NBC) - Аиша Тайлер — «Бойтесь ходячих мертвецов» за роль Микки (AMC)                                                                                          |
| Стриминговое | |
| Лучший телеактёр | Лучшая телеактриса |
| - Оскар Айзек — «Лунный рыцарь» за роль Марка Спектора / Лунного рыцаря (Disney+) - Том Хиддлстон — «Локи» за роль Локи (Disney+) - Энтони Маки — «Сокол и Зимний солдат» за роль Сэма Уилсона / Сокола (Disney+) - Юэн Макгрегор — «Оби-Ван Кеноби» за роль Оби-Вана Кеноби (Disney+) - Энсон Маунт — «Звёздный путь: Странные новые миры» за роль капитана Кристофера Пайка (Paramount+) - Адам Скотт — «Разделение» за роль Марка Скаута (Apple TV+) - Энтони Старр — «Пацаны» за роль Хоумлендера / Джона (Prime Video)                                      | - Минг-На Вен — «Книга Бобы Фетта» за роль Феннек Шанд (Disney+) - Милли Бобби Браун — «Очень странные дела» за роль Одиннадцати (Netflix) - Бритт Лауэр — «Разделение» за роль Хелен Риггс (Apple TV+) - Эрин Мориарти — «Пацаны» за роль Старлайт / Энни Дженьюэри (Prime Video) - Элизабет Олсен — «Ванда/Вижен» за роль Ванды Максимофф / Алой ведьмы (Disney+) - Бет Рисграф — «Грабь награбленное: Возвращение» за роль Паркер (Freevee) - Кейт Сигел — «Полуночная месса» за роль Эрин Грин (Netflix)                       |
| Лучший телеактёр второго плана | Лучшая телеактриса второго плана |
| - Эллиот Пейдж — «Академия Амбрелла» за роль Виктора Харгривза (Netflix) - Зак Черри — «Разделение» за роль Дилана Джорджа (Apple TV+) - Итан Хоук — «Лунный рыцарь» за роль Артура Хэрроу (Disney+) - Джоэл Киннаман — «Ради всего человечества» за роль Эдварда Болдуина (Apple TV+) - Итан Пек — «Звёздный путь: Странные новые миры» за роль Спока (Paramount+) - Джозеф Куинн — «Очень странные дела» за роль Эдди Мансона (Netflix) - Джон Туртурро — «Разделение» за роль Ирвинга Бэйлиффа (Apple TV+)                                                    | - Мозес Инграм — «Оби-Ван Кеноби» за роль Ривы Севандер / Третьей сестры (Disney+) - Патрисия Аркетт — «Разделение» за роль Хармони Кобел (Apple TV+) - Даниэль Брукс — «Миротворец» за роль Леоты Адебайо (HBO Max) - Джесс Буш — «Звёздный путь: Странные новые миры» за роль Кристин Чапел (Paramount+) - Нелл Тайгер Фри — «Дом с прислугой» за роль Лиэнн Грейсон (Apple TV+) - Кэтрин Хан — «Ванда/Вижен» за роль Агаты Харкнесс (Disney+) - Ализ Шеннон — «Грабь награбленное: Возвращение» за роль Брианны Кейси (Freevee) |
| Лучшая роль молодого актёра или актрисы в телесериале | Лучшая гостевая роль в телесериале |
| - Иман Веллани — «Мисс Марвел» за роль Камалы Хан / Мисс Марвел (Disney+) - Вивьен Лира Блэр — «Оби-Ван Кеноби» за роль Леи Органы (Disney+) - Максвелл Дженкинс — Затерянные в космосе за роль Уилла Робинсона (Netflix) - Гейтен Матараццо — «Очень странные дела» за роль Дастина Хендерсона (Netflix) - Сэди Синк — «Очень странные дела» за роль Максин «Макс» Мэйфилд (Netflix) - Хейли Стайнфелд — «Соколиный глаз» за роль Кейт Бишоп (Disney+) | - Хейден Кристенсен — «Оби-Ван Кеноби» за роль Дарта Вейдера (Disney+) - Дженсен Эклс — «Пацаны» за роль Солдатик / Бенджамин (Prime Video) - Левар Бёртон — «Грабь награбленное: Возвращение» за роль Роберта Бланша (Freevee) - Тони Далтон — «Соколиный глаз» за роль Джека Дюкейна (Disney+) - Розарио Доусон — «Мандалорец» за роль Асоки Тано (Disney+) - Роберт Инглунд — «Очень странные дела» за роль Виктора Крила (Netflix) - Джонатан Мэйджорс — «Локи» за роль Того, кто остаётся / Хранителей времени (Disney+)      |

### Домашние издания
| Лучшее издание фильма в формате 4K | Лучшее DVD-издание классического фильма |
| --- | --- |
| - Всё везде и сразу - Кровь для Дракулы - За пригоршню долларов - Тело для Франкенштейна - На несколько долларов больше - Большой побег - Вторжение похитителей тел | - Театр крови - Невероятно уменьшающийся человек (The Criterion Collection) - Властелин мира (Специальное издание) - Тайна Голубой комнаты - Деревня великанов - Чудесный мир братьев Гримм (Специальное 2-дисковое издание)                           |
| Лучший коллекционный сборник | Лучшее DVD-издание телесериала |
| - Классические монстры Universal: Коллекция ужасов [4K UHD] («Дракула», «Франкенштейн», «Человек-невидимка» и «Человек-волк») - Классическая коллекция Альфреда Хичкока: Том 2 - Коллекция из 7 фильмов о Фрэнсисе Говорящем муле - Коллекция «Крёстный отец» 4K - Shawscope: Том 1 - Два фильма Вэла Льютона: «Корабль-призрак» / «Бедлам» (Warner Archive Collection) | - Чаки (Первый сезон) - Приключения Оззи и Харриет (Первый и второй сезоны) - Калейдоскоп ужасов (Второй сезон) - Колчак: Ночной охотник (Полный телесериал) - Ночная галерея (Первый сезон) - Человек на шесть миллионов долларов (Полный телесериал) |

## Множественные номинации
| Номинации | Фильм                                       | Жанр               |
| --------- | ------------------------------------------- | ------------------ |
| 12        | «Бэтмен»                                    | Супергероика       |
| 10        | «Аллея кошмаров»                            | Триллер            |
| 9         | «Человек-паук: Нет пути домой»              | Супергероика       |
| 7         | «Нет»                                       | Научная фантастика |
| 7         | «Шан-Чи и легенда десяти колец»             | Супергероика       |
| 7         | «Всё везде и сразу»                         | Фэнтези            |
| 5         | «Чёрный телефон»                            | Ужасы              |
| 5         | «Круэлла»                                   | Фэнтези            |
| 5         | «Дюна»                                      | Научная фантастика |
| 5         | «Топ Ган: Мэверик»                          | Экшн / приключения |
| 4         | «Доктор Стрэндж: В мультивселенной безумия» | Супергероика       |
| 4         | «Охотники за привидениями: Наследники»      | Фэнтези            |
| 4         | «Тихое место 2»                             | Ужасы              |
| 4         | «Отряд самоубийц: Миссия навылет»           | Супергероика       |
| 3         | «Преступления будущего»                     | Научная фантастика |
| 3         | «Прошлой ночью в Сохо»                      | Ужасы              |
| 3         | «RRR: Рядом ревёт революция»                | Экшн / приключения |
| 3         | «Тор: Любовь и гром»                        | Супергероика       |
| 2         | «Скорая»                                    | Триллер            |
| 2         | «Главный герой»                             | Научная фантастика |
| 2         | «Годзилла против Конга»                     | Научная фантастика |
| 2         | «Мир юрского периода: Господство»           | Научная фантастика |
| 2         | «Лука»                                      | Анимация           |
| 2         | «Крик»                                      | Ужасы              |
| 2         | «Вестсайдская история»                      | Экшн / приключения |

| Номинации | Сериал                           | Жанр               | Сеть     |
| --------- | -------------------------------- | ------------------ | -------- |
| 7         | «Лучше звоните Солу»             | Экшн / триллер     | AMC      |
| 6         | «Супермен и Лоис»                | Научная фантастика | The CW   |
| 6         | «Ходячие мертвецы»               | Ужасы              | AMC      |
| 4         | «Бескрайнее небо»                | Экшн / триллер     | ABC      |
| 4         | Чаки                             | Ужасы              | Syfy     |
| 4         | «Декстер: Новая кровь»           | Экшн / триллер     | Showtime |
| 4         | «Призраки»                       | Фэнтези            | CBS      |
| 4         | «Чужестранка»                    | Экшн / триллер     | Starz    |
| 3         | «Бойтесь ходячих мертвецов»      | Ужасы              | AMC      |
| 3         | «Сияющая долина»                 | Фэнтези            | Starz    |
| 2         | «Чёрный список»                  | Экшн / триллер     | NBC      |
| 2         | «Флэш»                           | Научная фантастика | The CW   |
| 2         | «Извне»                          | Ужасы              | Epix     |
| 2         | «Человек, который упал на Землю» | Научная фантастика | Showtime |
| 2         | «Старгёрл»                       | Фэнтези            | The CW   |
| 2         | «Чем мы заняты в тени»           | Ужасы              | FX       |
| 2         | «Шершни»                         | Экшн / триллер     | Showtime |

| Номинации | Сериал                               | Жанр               | Сервис      |
| --------- | ------------------------------------ | ------------------ | ----------- |
| 6         | «Разделение»                         | Ужасы / триллер    | Apple TV+   |
| 6         | «Очень странные дела»                | Ужасы / триллер    | Netflix     |
| 5         | «Оби-Ван Кеноби»                     | Мини-сериал        | Disney+     |
| 4         | «Пацаны»                             | Экшн / приключения | Prime Video |
| 4         | «Грабь награбленное: Возвращение»    | Экшн / приключения | Freevee     |
| 4         | «Звёздный путь: Странные новые миры» | Научная фантастика | Paramount+  |
| 3         | «Соколиный глаз»                     | Мини-сериал        | Disney+     |
| 3         | «Локи»                               | Фэнтези            | Disney+     |
| 3         | «Лунный рыцарь»                      | Мини-сериал        | Disney+     |
| 3         | «Ванда/Вижен»                        | Фэнтези            | Disney+     |
| 2         | «Книга Бобы Фетта»                   | Мини-сериал        | Disney+     |
| 2         | «Калейдоскоп ужасов»                 | Ужасы / триллер    | Shudder     |
| 2         | «Ради всего человечества»            | Научная фантастика | Apple TV+   |
| 2         | «Затерянные в космосе»               | Научная фантастика | Netflix     |
| 2         | «Мандалорец»                         | Научная фантастика | Disney+     |
| 2         | «Полуночная месса»                   | Мини-сериал        | Netflix     |
| 2         | «Мисс Марвел»                        | Мини-сериал        | Disney+     |
| 2         | «Миротворец»                         | Экшн / приключения | HBO Max     |
| 2         | «Дом с прислугой»                    | Ужасы / триллер    | Apple TV+   |
| 2         | «Академия Амбрелла»                  | Экшн / приключения | Netflix     |

## Множественные победы
| Победы | Фильм               | Жанр               |
| ------ | ------------------- | ------------------ |
| 3      | «Всё везде и сразу» | Фэнтези            |
| 3      | «Аллея кошмаров»    | Триллер            |
| 3      | «Топ Ган: Мэверик»  | Экшн / приключения |
| 2      | «Бэтмен»            | Супергероика       |

| Победы | Сериал               | Жанр               | Сеть |
| ------ | -------------------- | ------------------ | ---- |
| 4      | «Лучше звоните Солу» | Экшн / приключения | AMC  |
| 2      | «Ходячие мертвецы»   | Ужасы              | AMC  |

| Победы | Сериал           | Жанр        | Сервис  |
| ------ | ---------------- | ----------- | ------- |
| 3      | «Оби-Ван Кеноби» | Мини-сериал | Disney+ |